# Bryndza

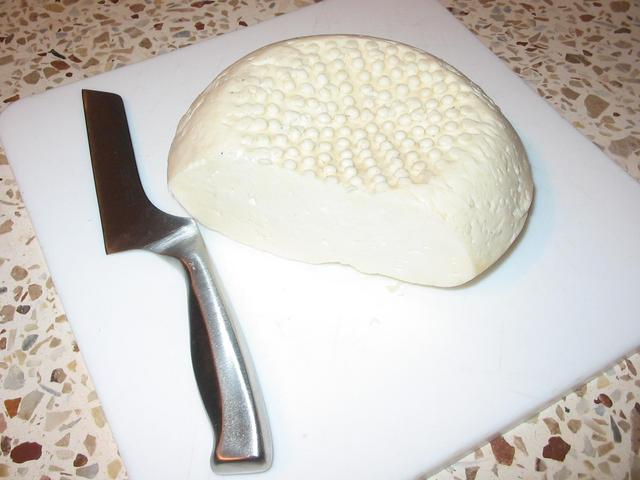
Una forma di bryndza fresca

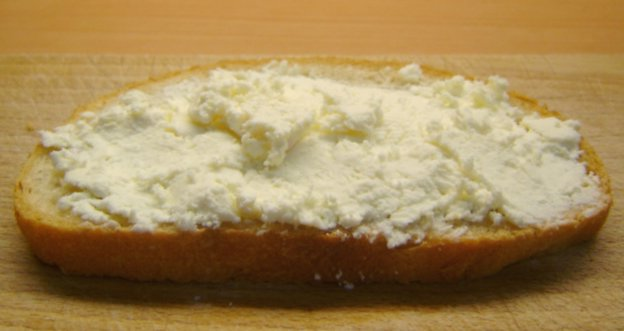
Una fetta di pane spalmata di bryndza

La bryndza è un formaggio a pasta molle e salato prodotto con latte di pecora nell'Europa centrale e orientale. Le ricette sono leggermente differenti nei diversi paesi di produzione: Slovacchia, Polonia, Romania, Moldavia, Ucraina, Bielorussia e Bulgaria. Viene consumata anche in Austria e in Baviera.

## Descrizione
Presupposto fondamentale per una bryndza di qualità è un buon pascolo aromatico.
Da principio si fa cagliare il latte di pecora dolce. Questa sostanza si lascia essiccare in una malga, ottenendo un formaggio di pecora granuloso. Successivamente lo si classifica e lo si bagna con acqua, mentre lo si conserva alla temperatura costante di 20 °C in un locale apposito dotato di vasche (in slovacco: bryndziarňa). Successivamente si elimina la buccia, si pressa il formaggio per farne uscire il liquido in eccesso (siero di latte) e lo si schiaccia. In ultimo lo si sala e lo si macina mediante rulli.
La bryndza della regione di Liptov si confeziona in tipiche mezze botti di legno.
Cento grammi di bryndza contengono 650–700 mg di calcio.

## Etimologia
Brânză ([ˈbrɨnzə]) è un termine generico per "formaggio" in romeno, a cui non è associato nessun tipo di formaggio in particolare. La parola romena proviene forse dal daco (o dacico), la lingua dei Daci, popolo pre-romano stanziato nell'attuale Romania. La prima occorrenza del termine brençe fu registrata a Ragusa di Dalmazia nel 1370.  Oggi, "bryndza" si usa in diversi Paesi d'Europa In Polonia, in Slovacchia e in Repubblica Ceca la bryndza fu introdotta dagli immigrati Valacchi. In questi Paesi, a differenza della Romania dove un formaggio simile ha il nome di telemea, la parola indica esclusivamente il formaggio di pecora morbido e granuloso.

## Storia della bryndza in Slovacchia
In Slovacchia la produzione domestica di bryndza fu importata dai Valacchi (probabilmente nel XV secolo). Nel XVIII secolo in parecchie città sorsero delle manifatture di bryndza (nel 1787 a Detva). La manifattura di Zvolenská Slatina fu la seconda in territorio slovacco e fu fondata dalla famiglia Molecov nel 1797. È tuttora in attività. Nel XIX secolo fu molto rinomata anche la bryndza di Brezno.
Il produttore di bryndza Teodor Wallo di Zvolen migliorò il processo produttivo, introducendo al posto della semplice salatura un trattamento con una speciale soluzione salina che dava una bryndza più dolce e burrosa. Questa è la bryndza oggi prodotta in Slovacchia.
Nel XIX secolo i mercanti di Stará Turá chiamati brinzjári o burendári vendevano diverse qualità di bryndza al mercato dei formaggi sulla piazza dei Domenicani di Vienna. da questo commercio proviene il nome del famoso Liptauer, che in origine era la bryndza della regione di Liptov.
La bryndza oggi è uno dei formaggi tipici slovacchi, ingrediente indispensabile per la preparazione dei bryndzové halušky, il piatto nazionale slovacco.

## Denominazione di origine protetta
La Bryndza Podhalańska polacca è un formaggio DOP dal giugno del 2007. Il riconoscimento dell'indicazione geografica era stato richiesto nel settembre del 2006.
Anche la bryndza slovacca (Slovenská bryndza) ha ricevuto la Denominazione di origine protetta nel luglio del 2008.